# Novoliubîmivka, Tokmak
Novoliubîmivka (în ucraineană Новолюбимівка) este un sat în comuna Kohane din raionul Tokmak, regiunea Zaporijjea, Ucraina.

## Demografie
Componența lingvistică a localității Novoliubîmivka
     Ucraineană (79,4%)
     Rusă (16,28%)
     Belarusă (2,66%)
Conform recensământului din 2001, majoritatea populației localității Novoliubîmivka era vorbitoare de ucraineană (79,4%), existând în minoritate și vorbitori de rusă (16,28%) și belarusă (2,66%).